# ボブ・ブーザー
ボブ・ブーザー (Bob Boozer, 1937年4月26日 - 2012年5月19日) は、アメリカ合衆国の男子プロバスケットボールリーグNBAで活躍したバスケットボール選手、ローマ五輪金メダリスト。

## 経歴
ネブラスカ州ノースオマハ（現オマハ市ノースオマハ地区）出身。大学はカンザス州立大学でプレイし、オールアメリカに2度選ばれた。1959年のNBAドラフトでシンシナティ・ロイヤルズから全体1位指名という高評価を得るも、ローマ五輪に出場するためプロ入りを延期し、このシーズンはアマチュア・アスレチック・ユニオン（AAU）のピオリア・キャタピラーズでプレイし、AAUの全米トーナメント優勝に導き、自身はトーナメントMVPに選ばれた。ローマ五輪ではオスカー・ロバートソン、ジェリー・ルーカスらとプレイし、金メダルを獲得した。
ブーザーは1960年に代表チームでチームメイトだったオスカー・ロバートソンと共に揃ってシンシナティ・ロイヤルズに入団した。1年目から華々しい活躍を見せるロバートソンの陰に隠れたものの、ブーザーも8.4得点6.2リバウンドを記録し、2年目の1961-62シーズンには先発に定着して13.7得点10.2リバウンドの平均ダブル・ダブルを達成した。ブーザーは順調な成長を見せていたが、1963年にやはり代表チームのチームメイトだったジェリー・ルーカスがロイヤルズに入団し、ポジションが重なるブーザーはシーズン中にニューヨーク・ニックスにトレードされた。
ここからブーザーは移籍を繰り返すようになり、ロイヤルズを離れて以降8シーズンの間に5チームを渡り歩いた。ニックスで2シーズンプレイした後はロサンゼルス・レイカーズで1シーズンプレイし、1966年にエクスパンションにより誕生したシカゴ・ブルズに移籍することになった。ブルズでは3シーズン腰を落ち着けることが出来、ロイヤルズ放出以降やや伸び悩んでいたブーザーはここで全盛期を迎えた。ブルズで2年目の1967-68シーズンには21.5得点9.8リバウンドを記録し、初のオールスターに出場。翌シーズンも21.7得点の好成績を記録するが、このシーズンにブルズは初めてプレーオフを逃してしまい、シーズン終了後にブーザーは再びトレードに出された。
シアトル・スーパーソニックスで1シーズンだけプレイしたブーザーは、1970年にミルウォーキー・バックスに移籍。33歳を迎えたブーザーはバックスでは控えとしてプレイし、得点アベレージはルーキーイヤー以来となる二桁を下回ったが、このシーズンにバックスは優勝を果たし、ブーザーは11シーズン目にしてチャンピオンリングを手に入れた。ブーザーはこのシーズンをもって引退し、NBAキャリアを有終の美をもって締めくくった。
NBA通算成績は11シーズン874試合の出場で、12,964得点7,119リバウンド、平均14.8得点8.1リバウンドだった。
2012年5月19日、ネブラスカ州オマハの病院で死去した。75歳没。

## 業績
- NBAファイナル制覇　1971年
- オールスター　1968年